# Ramajana (film)
Ramajana (jap. ラーマヤーナ ラーマ王子伝説 Rāmayāna: Rāma-Ōji Densetsu), (ang. Ramayana: The Legend of Prince Rama / Prince of Light - The Legend of Ramayana) – film animowany produkcji japońsko-indyjskiej z 1992 roku. Powstał na podstawie staroindyjskiej epopei Ramajana, której autorstwo przypisuje się Walmikiemu. Przedstawia przygody młodego księcia Ramy, który musi pokonać złego demona Rawanę.

## Fabuła
Rawan, zły król Lanki rozpoczyna rządy terroru. Podbija i grabi sąsiednie królestwa. Aby zatrzymać armię okrutnego Rawany, dobry król Dasharatha wysyła swoich najstarszych synów, Ramę i Lakshmana na misję w walce przeciwko siłom zła.

## Dubbing indyjski
- Arun Govil – Rama
- Amrish Puri – demon Rawana
- Shatrughan Sinha – narrator

## Dubbing angielski
- Bryan Cranston – Rama
- Tom Wyner – demon Rawana
- Richard Cansino – Lakshmana
- Edie Mirman – Sita
- Michael Sorich – Hanuman
- Mike Reynolds – Król Dasharatha
- Barbara Goodson – Soorpanakha
- Jane Alan – Kaikeyi
- Barbera Prescott – Kumshaham
- Catherine Battistone – Tataka
- Tony Pope – Wiśwamitra
- James Earl Jones – narrator

## Wersja polska
Film został wydany przez Cass Film na kasetach VHS pod tytułem Ramayana: Opowieść o księciu Ramie oraz Ramayana: Legenda o księciu Ramie.